# Ризиљијано (Напуљ)
Ризиљијано је насеље у Италији у округу Напуљ, региону Кампанија.
Према процени из 2011. у насељу је живело 331 становника. Насеље се налази на надморској висини од 82 м.